# Ҭ
Te với nét gạch đuôi (Ҭ ҭ, chữ nghiêng: Ҭ ҭ) là một chữ cái trong bảng chữ cái Kirin. Hình dạng của nó bắt nguồn từ chữ cái Kirin Te (Т т Т т) bằng cách thêm một nét gạch đuôi vào phần cuối của chữ cái.
Te với nét gạch đuôi được sử dụng trong bảng chữ cái của tiếng Abkhaz, trong đó nó đại diện cho âm /tʰ/, giống như cách phát âm của ⟨t⟩ trong "tick".

## Các chữ cái liên quan và các ký tự tương tự khác
- Ŧ ŧ : Chữ Latin T với nét gạch ngang
- Ţ ţ : Chữ Latin T với móc đuôi
- Ț ț : Chữ Latin T với dấu phẩy
- Ꚋ ꚋ : Chữ Kirin Te với móc giữa

## Mã máy tính
| Kí tự               | Ҭ                                         | Ҭ                                         | ҭ                                       | ҭ                                       |
| ------------------- | ----------------------------------------- | ----------------------------------------- | --------------------------------------- | --------------------------------------- |
| Tên Unicode         | CYRILLIC CAPITAL LETTER TE WITH DESCENDER | CYRILLIC CAPITAL LETTER TE WITH DESCENDER | CYRILLIC SMALL LETTER TE WITH DESCENDER | CYRILLIC SMALL LETTER TE WITH DESCENDER |
| Mã hóa ký tự        | decimal                                   | hex                                       | decimal                                 | hex                                     |
| Unicode             | 1196                                      | U+04AC                                    | 1197                                    | U+04AD                                  |
| UTF-8               | 210 172                                   | D2 AC                                     | 210 173                                 | D2 AD                                   |
| Tham chiếu ký tự số | &#1196;                                   | &#x4AC;                                   | &#1197;                                 | &#x4AD;                                 |